# Rachispoda tuberosa
Rachispoda tuberosa – gatunek muchówki z rodziny Sphaeroceridae i podrodziny Limosininae.
Gatunek ten opisany został w 1938 roku przez Oswalda Dudę jako Limosina tuberosa.
Muchówka o ciele długości od 2 do 2,5 mm. Głowa w widoku bocznym ma wyraźnie wystające za obrys oka złożonego czoło i  twarz. Aristy porośnięte są włoskami o długości większej niż trzeci człon czułków. Tułów jej cechuje się: pierwszą parą szczecinek śródplecowych skierowaną ku górze i ku linii środkowej śródplecza, nagą tarczką z sześcioma szczecinkami wzdłuż tylnego brzegu, brakiem przed szwem poprzecznym dużych szczecinek środkowych grzbietu i mikrowłosków między nimi. Skrzydła mają zabarwienie żółtawobrązowe, a szczecinki na pierwszym sektorze żyłki kostalnej 3–4 razy dłuższe niż na drugim jej sektorze. Środkowa para odnóży ma pierwszy człon stopy z długą szczecinką na spodzie, zaś brzuszną stronę goleni pozbawioną szczecinki wierzchołkowej i bez szczecinki anterowentralnej pośrodku, ale wyposażoną w szczecinkę przedwierzchołkową. Tylna para odnóży ma u samca na spodzie uda długie szczecinki nasadowe. Odwłok odznacza się gęsto i długo owłosionym hypopygium, a u samicy skierowanym ku górze pokładełkiem.
Owad znany z Łotwy, Niemiec, Polski, Czech i Węgier.